# Jerzy Gawinecki
Jerzy August Gawinecki (ur. 1952) – pułkownik rezerwy SZ RP, profesor inżynier, profesor zwyczajny WAT, dr hab. nauk matematycznych.

## Życiorys
W 1971 r. ukończył Liceum Ogólnokształcące im. Stanisława Staszica w Ciechocinku. Następnie (do 1977 r.) studiował na Wojskowej Akademii Technicznej w Warszawie na Wydziale Chemii i Fizyki Technicznej. 
W 1982 r. zdobył stopień doktora nauk matematycznych na Wydziale Matematyki, Informatyki i Mechaniki Uniwersytetu Warszawskiego, a następnie 1991 r. habilitował się w Instytucie Matematyki Politechniki Warszawskiej uzyskując stopień doktora habilitowanego nauk matematycznych.
Od 1996 roku jest doktorem hab. profesorem Wojskowej Akademii Technicznej, i pro Wyższej Szkole Handlu i Prawa w Warszawie. 16 listopada 2004 r. Prezydent RP, Aleksander Kwaśniewski nadał mu tytuł naukowy profesora nauk matematycznych. Przez wiele lat był również dziekanem Wydziału Cybernetyki Wojskowej Akademii Technicznej im. Jarosława Dąbrowskiego w Warszawie.
Żonaty, ma dorosłą córkę.

## Wybrane publikacje
Prof. Jerzy Gawinecki jest autorem podręczników:
- Matematyka dla ekonomistów, Wydawnictwo Wyższa Szkoła Handlu i Prawa; Warszawa 2000; ISBN 83-86919-61-2
- Matematyka dla informatyków, Wydawnictwo Redakcja wydawnictw Wojskowej Akademii Technicznej oraz Bel Studio Sp z o.o.; cz.I (ISBN 83-89399-32-6) i II (ISBN 83-88442-52-X),

oraz współautorem:
- Jerzy Gawinecki, Janusz Szmidt: Zastosowanie ciał skończonych i krzywych eliptycznych w kryptografii, Wydawnictwo Instytutu Matematyki i Badań Operacyjnych, WAT, 1999;
- Jerzy Gawinecki, Janusz Zacharski: Matematyka dla kandydatów na wyższe uczelnie, Wydawnictwo BEL Studio Sp. z o.o., Warszawa, 2002

## Wyróżnienia i nagrody
Za swoją działalność naukowo-dydaktyczną, Jerzy Gawinecki otrzymał w 1975 nagrodę PAN im. M.Smoluchowskiego w dziedzinie fizyki, 4 nagrody rektorskie (1984, 1995, 1988, 1999) i 2 dziekańskie (1991, 1994). Otrzymał również odznaczenia:
- Krzyż Kawalerski Orderu Odrodzenia Polski[5] 2011
- Złoty i Srebrny Krzyż Zasługi,
- Medal Komisji Edukacji Narodowej
- Brązowy, Srebrny, Złoty Medal „Siły Zbrojne w Służbie Ojczyzny”
- Brązowy, Srebrny, Złoty Medal „Za zasługi dla obronności kraju”
- Zasłużony Nauczyciel Akademicki
- Główna nagroda GRAND PRIX IWIS 2010 otrzymana wspólnie z kierowanym przez niego zespołem kryptologów z Instytutu Matematyki i Kryptologii WCY WAT oraz inżynierów z przedsiębiorstwa WASKO S.A. za „NARODOWY SZYFRATOR” (National Encryption Device)[6].